# Mourids Henriksen Podebusk
Morids (eller Moritz eller Maurids) Henriksen Podebusk (eller Putbus), (3. november 1633 på Kørup – 12. oktober 1700 i Odense), dansk friherre og godsejer.
Han var søn af Henrik Clausen Podebusk (død 1657) og Sidonia Marie Friherreinde von Einsiedel (død 1673).
Han blev i 1656 udnævnt til hofjunker. I 1661 blev han gift med med Margrethe Juul, datter af Malte Juul. De fik sønnen Malte Moridsen Podebusk (1671-1750).
Efter svigerfaderen arvede han Gjessinggård og Birkholm og blev sammen med sin ældre bror Rudolf Abraham Henriksen Podebusk (1629-1716) til Kørup udnævnt til friherre (baron) den 4. januar 1672. I den anledning blev hovedgården Skovgård eller Egebjerggård (hvilket også er det nuværende navn) i Odense Amt oprettet som et baroni under navnet Einsiedelsborg. 
I 1676 købte han endvidere Holbæk Slots ladegård, som han dog allerede i 1684 tillige med Birkholm måtte sælge til oberst von Vietinghof. Hans pengesager var i ringe forfatning, og han måtte senere pantsætte Gjessinggård. Han døde i 1700 på sin gård i Odense kort efter sin hustru.